# Estêvão
Estêvão Willian Almeida de Oliveira Gonçalves, känd som Estêvão, född 24 april 2007, är en brasiliansk professionell fotbollsspelare som spelar som ytter för Chelsea och Brasiliens landslag. 

## Karriär

### Palmeiras
Estêvão flyttade till Palmeiras ungdomsakademi den 6 maj 2021. I oktober 2023 gjorde Estêvão ett hattrick i Campeonato Brasileiro Sub-17-finalen som slutade i en 3–0-seger mot São Paulo, för att hjälpa sin klubb att uppnå sin andra raka titel i tävlingen.
Den 7 december 2023 gjorde Estêvão sin professionella debut för Palmeiras, och kom från bänken i den 78:e minuten efter en oavgjord 1–1 borta mot Cruzeiro som beseglade ligatiteln. Vid 16 år och 8 månader blev han klubbens fjärde yngsta spelare någonsin.
Estêvão återvände till Palmeiras U20-lag för Copinha 2024 och blev en framstående spelare i tävlingen och en viktig spelare för laget i tävlingen. Den 24 april 2024 gjorde han sitt första mål för Palmeiras i en 3–1-seger över Liverpool under gruppspelet i Copa Libertadores 2024 och blev därmed den tredje spelaren under 17 år att uppnå denna bedrift efter Ângelo Gabriel och Endrick.

### Chelsea
Den 22 juni 2024 meddelade Premier League-klubben Chelsea att Estêvão skulle ansluta sig till klubben sommaren 2025, på hans artonårsdag. Affären ska ha kostat 34 miljoner euro, plus 23 miljoner euro i prestationsbaserade incitament.